# Faafu
Nilandhé Atholhu Uthuruburi mit der Thaana-Kurzbezeichnung ފ (Faafu), ist ein Verwaltungsatoll (Distrikt) im Süden der westlichen Atollkette der Malediven.
Es umfasst das Gebiet des gesamten Nord-Nilandhe-Atolls, das nur wenige dauerhaft bewohnte Inseln hat. Insgesamt hat der Distrikt 19 Inseln und 2006 etwa 3660 Einwohner.
Der Verwaltungshauptort Nilandhoo liegt auf der gleichnamigen Insel im Südwesten des Atolls.